# 결합 응용 설계
결합 응용 설계(Joint application design, JAD)는 최종 사용자와 정보시스템 전문가가 한 자리에 모인 대화의 자리에서 시스템 설계를 논의할 수 있게 한다. 정보 요구를 가속화하고 초기 시스템 설계를 개발하는 것으로 사용자 참여를 유도하여 시스템 설계를 가속화한다.